# Айдарлысай
Айдарлысай (каз. Айдарлысай — «чубатая балка») — река в Казахстане, протекает по территории Мартукского района на севере Актюбинской области. Левый приток Сынтаса.
Длина реки составляет 13 км.
Айдарлысай начинается восточнее села Родниковка. Течёт в основном на север. Устье реки находится в 10 км от устья реки Сынтас по левому берегу, на высоте 263 м над уровнем моря к юго-востоку от бывшего села Сынтас.
В 2 км от устья, по левому берегу впадает река Былкылдаксай. На 4 км от устья, принимает справа приток Бургашсай.